# Daniel (opat tyniecki)
Daniel (zm. 6 czerwca 1486(?)) – opat w Tyńcu najprawdopodobniej wiosną 1486.